# Splošna umetna inteligenca
Splošna umetna inteligenca je hipotetična inteligenca stroja, ki ima zmožnost razumevanja ali opravljanja vsakega umskega opravila, ki ga je sposoben človek. Taka sposobnost je glavni cilj nekaterih raziskovalcev umetne inteligence, pa tudi pogost motiv znanstvene fantastike in futuristike. Nekateri jo imenujejo tudi močna UI ali polna UI. Po mnenju nekaterih strokovnjakov je izraz »močna UI« omejen na stroje, ki posedujejo zavest.
Trenutno velja, da je tehnologija, ki bi omogočala splošno umetno inteligenco, še več desetletij v prihodnosti, kljub temu, da jo dejavno razvija več deset organizacij.
Za razliko od splošne umetne inteligence šibka oz. ozka UI simulira le določene vidike človeške inteligence in je omejena na reševanje točno določenih problemov.